# Fidiobia rugosifrons
Fidiobia rugosifrons is een vliesvleugelig insect uit de familie van de Platygastridae. De wetenschappelijke naam van de soort is voor het eerst geldig gepubliceerd in 1916 door Crawford.